# Peyman Babaei
Peyman Babaei (in persiano پیمان بابائی‎; Tabriz, 14 dicembre 1994) è un calciatore iraniano, attaccante dell'Esteghlal.

## Carriera
Esordisce nel calcio professionistico con la maglia del Tractor, prima di vestire tra il 2016 e il 2018 le maglie di Gostaresh Foulad e Machine Sazi. Tra il 2019 e il 2020 gioca in Azerbaigian con la maglia del Sumqayıt. Terminata l'esperienza azera, torna nuovamente in patria firmando nuovamente per il Tractor. Nel 2022 è la volta dell'Esteghlal.

## Palmarès

### Club
- Supercoppa d'Iran: 1

Esteghlal: 2022

### Individuale
- Capocannoniere della Premyer Liqası: 1

2019-2020 (7 gol)